# Windjack

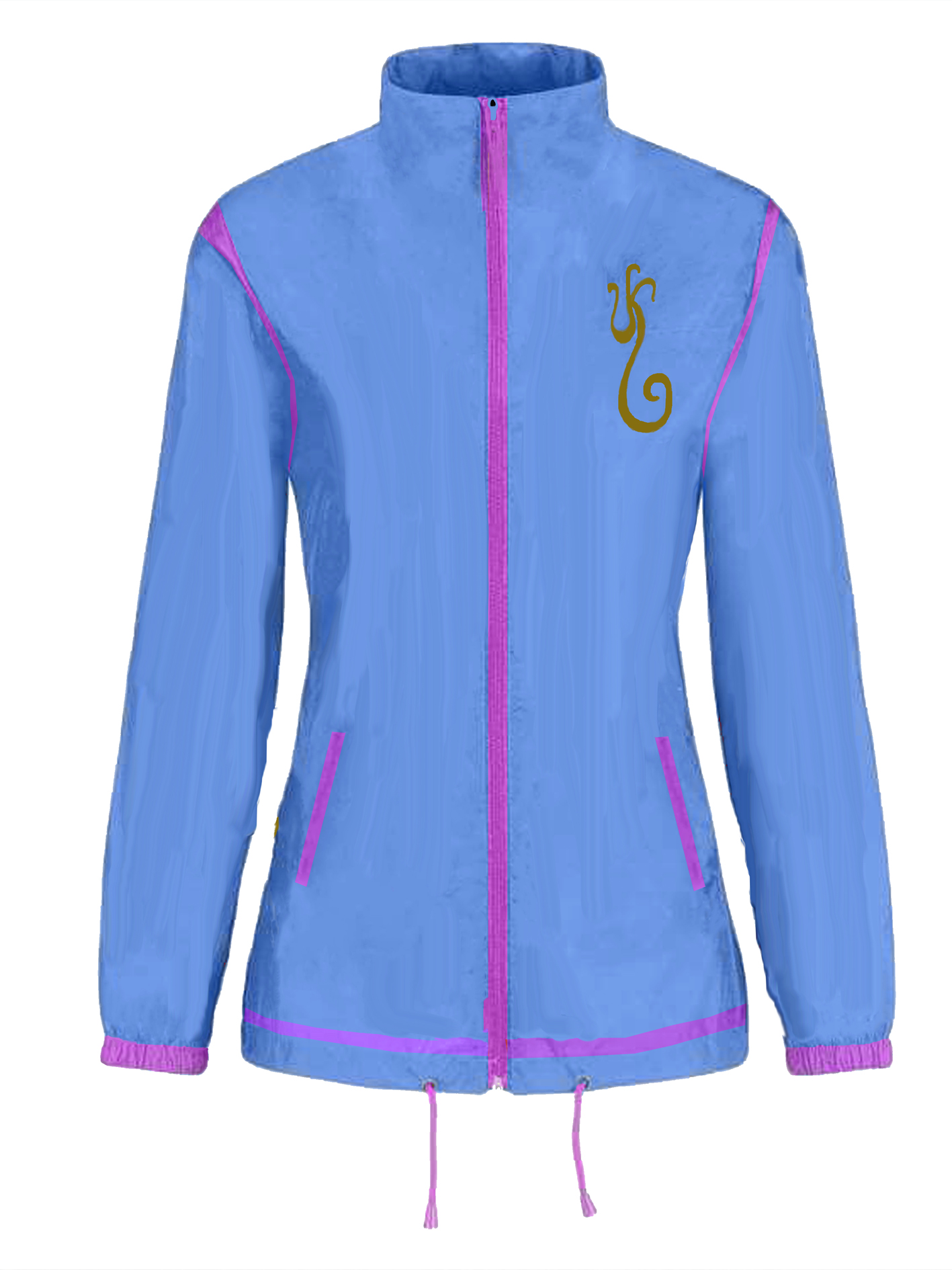
Voorbeeld van een windjack voor dames.

Een windjack of windbreaker is een korte jas vervaardigd van winddichte stof, die speciaal bedoeld is om de wind buiten te houden. Sommige windjacks zijn voorzien van een ‘mesh’, een speciaal laagje textiel – vaak met gaatjes erin – dat ventilatie mogelijk maakt, waardoor warmte die ontstaat bij lichamelijke inspanning niet neerslaat op de bovenkleding. Ook zijn er windjacks die geen achterliggend ‘gaas’ hebben, maar de warmte via de stof afvoeren naar buiten; de stof ‘ademt’. Hiermee wordt voorkomen dat bovenkleding vochtig wordt.
Windjacks worden veelal gebruikt bij outdoor sporten, zoals hiking, golfen en zeilen. Ook zijn de jacks populair onder wandelaars. De populariteit hangt samen met het vederlichte gewicht van de jacks. Windjacks zijn niet standaard waterdicht, maar er zijn wel waterdichte windjacks verkrijgbaar, bijvoorbeeld met een waterafstotende laag (DWR). Bij sport in de sneeuw houdt een gevoerd windjack de wind en de kou buiten.
Een regulier windjack kan voor 100% vervaardigd zijn uit polyester, maar ook voor 100% uit nylon. Er bestaan tevens zogenaamde 'softshell' windjacks, deze bestaan voor circa 95% uit polyester en circa 5% elastaan: de buitenzijde van een dergelijke jas is voorzien van een coating. Ter vergelijking: een regenjas bestaat meestal voor circa 73% uit polyester en circa 27% polyurethaan. Deze stof ‘ademt’ niet; hoewel de stof regen buiten houdt, kan de kleding onder de regenjas vochtig raken ten gevolge van lichamelijke inspanning.
Een gewatteerd windjack wordt wel een puffer genoemd.
Windjacks zijn populair vanaf de jaren 1970, maar hebben een geschiedenis van zo'n vijfhonderd jaar.